# Poecilanthe parviflora
Poecilanthe parviflora é uma espécie vegetal da família Fabaceae.
Pode ser encontrada nos seguintes países: Argentina e Brasil.